# الكشافة والإرشاد في الكويت
تخدم الحركة الكشفية والإرشادية في الكويت منظمتان
- جمعية مرشدات الكويتية، عضو الجمعية العالمية للمرشدات وفتيات الكشافة[1]
- جمعية الكشافة الكويتية عضو المنظمة العالمية للحركة الكشفية

## وحدات الكشافة الدولية في الكويت
بالإضافة إلى ذلك، هناك كشافة أميركية في عدد من المناطق، الصفاة والزور، مرتبطة بفرع الخدمة المباشرة لكشافة أميركا، الذي يدعم وحدات في جميع أنحاء العالم، وكذلك كشافة الفتيات في الولايات المتحدة والكشافة البريطانية.